# لارس أندرسون (كاتب)
لارس أندرسون (بالسويدية: Lars Andersson) (و. 1954  م) هو كاتب، ومترجم سويدي.

## حياته المهنية
كان الظهور الأدبي الأول لأندرسون في عام 1974 مع رواية براندليرا. روايته التالية كانت Vi Lever våra spel (1976)، تليها مجموعة القصص القصيرة جليبنير في عام 1977. وقد وصفت روايته سنولجوس عام 1979 بأنها اختراق أدبي. تشمل مجموعات مقالاته مجموعة فورسوكس من عام 1980، وسكوجبيلدنا (1995)، وفيلجا – الموارد والفرص (2004). في عام 1985، نشر المجموعة الشعرية لومين ليفتر، والمجموعة الشعرية اللاحقة هدية من عام 2001.
لقد كان ناقدًا أدبيًا للصحف داغنس نيهتر، أفتون بلادت، إكسبريسن.

## جوائز
حصل على جوائز منها:
- جائزة نيوف الكبرى  [لغات أخرى]‏ (1996)
- جائزة أكسل هيرش  [لغات أخرى]‏ (1996)
- Läkerol's Culture Award  [لغات أخرى]‏ (1994)
- Selma Lagerlöf Prize [الإنجليزية]‏ (1990)
- Svenska Dagbladet Literature Prize [الإنجليزية]‏ (1982)
- جائزة سيني إكبلاد إلده  [لغات أخرى]‏ (1982)
- الجائزة الأدبية لأفتون بلادت  [لغات أخرى]‏ (1977)

## روابط خارجية
- لارس أندرسون على موقع مونزينجر (الألمانية)